# I fuorilegge del matrimonio
I fuorilegge del matrimonio, estrenada internacionalment com Outlaws of Love, és una pel·lícula italiana de comèdia d'antologia del 1963. És la segona i darrera pel·lícula dirigida tant per Paolo i Vittorio Taviani com Valentino Orsini.
S'inspira en el projecte de llei presentat pel senador socialista Renato Luigi Sansone a l'aprovació de l'anomenat "petit divorci".

## Argument
La pel·lícula mostra la situació de cinc parelles a Itàlia l'any 1963 amb dificultats de conivència i de relació provocades per la inexistència d'una llei del divorci.

## Repartiment
- Ugo Tognazzi: Vasco Timballo
- Annie Girardot: Margherita
- Romolo Valli: Francesco
- Scilla Gabel: Wilma
- Marina Malfatti: Rosanna
- Enzo Robutti
- Gabriella Giorgelli